# 世界之窗浏览器
世界之窗瀏覽器（英語：TheWorld Browser），是由鳳凰工作室出品的一款基於IE的網頁瀏覽器。它是一款免費的浏览器。該瀏覽器的主要特點是：廣告過濾強、瀏覽速度快、資源佔用相對較小。目前，因鳳凰工作室通过参加起飞计划，已被奇虎公司变相收购，由奇虎公司推出的360极速浏览器可看作该浏览器的一个OEM版本。現最新版為7.0；从6.0新版世界之窗浏览器捆绑有360搜索。

## 功能简介

### 2.0版本特性
- 多线程多标签浏览器
- 超级拖曳链接及文字
- 快速保存页面音频、视频、图像、Flash等文件
- 支持浏览器静音
- 智能广告过滤及黑名单过滤
- 支持网络收藏夹
- 内置多线程、断点续传下载器
- 支持代理、自动填表
- 可更换皮肤、添加插件及第三方工具栏
- 自动优化性能
- 地址栏自动完成

### 3.0版本特性
- 资源占用控制
- 进程模型切换
- 防浏览器假死
- 更快的速度
- 动态窗口
- 界面视觉效果
- 个性起始页
- 滚动标签栏

### 4.3（极速版）版本特性
- 基于Chromium内核

### 5.0版本特性
- Flash隔离技术
- 第二代防假死
- 全新架构
- 新界面

### 6.0版本特性
- 精简

## 更新
目前，世界之窗浏览器已经停止更新，但凤凰工作室并未宣布此事，也没有对此问题进行解答。
- 2016年4月15日，世界之窗7.0正式版
- 2016年3月18日，发布7.0Beta版（7.0Beta，Chromium 48.0.2564.116）
- 2014年4月18日，发布6.2正式版更新（6.2.0.128，Chrome 31.0.1650.63）
- 2013年11月21日，发布6.2正式版（6.2.0.124）
- 2013年11月7日，发布6.2.0.112论坛版（Chrome 31.0.1650.39 beta）
- 2013年10月22日，发布6.1正式版（6.1.0.134）
- 2013年9月24日，发布6.1論壇版（6.1.0.110，Chrome 30.0.1599.41）[2]
- 2013年9月17日，发布6.0.1正式版（6.0.1.130）[3]
- 2013年8月30日，发布6.0.1正式版（6.0.1.108，Chrome 29.0.1547.62）[3]
- 2013年7月11日，发布6.0正式版（6.0.0.120，Chromium 28.0.1500.72）[3]
- 2012年5月，发布5.0測試版[4]
- 2012年4月19日，发布4.3正式版（4.3.0.102，Chrome 17.0.963.79核心）[5]
- 2012年3月8日，发布3.6正式版（3.6.1.0）
- 2011年8月12日，发布3.5正式版（3.5.0.3）
- 2011年6月24日，发布3.5正式版（3.5.0.1）
- 2011年3月24日，发布3.4正式版（3.4.0.5）
- 2010年11月30日，发布3.3正式版（3.3.0.8）
- 2010年9月2日，发布3.2正式版（3.2.0.9）

- 2010年8月17日，发布2.4.1.7主站版。

- 2010年8月12日，发布3.2正式版（3.2.0.7）
- 2010年7月2日，发布3.2正式版（3.2.0.5）
- 2010年6月24日，发布3.2正式版（3.2.0.4）
- 2010年6月17日，发布3.2正式版（3.2.0.3）
- 2010年6月17日，发布3.2正式版（3.2.0.3）
- 2010年6月3日，发布3.1正式版（3.1.6.8）
- 2010年5月28日，发布3.1正式版（3.1.6.6）
- 2010年4月26日，发布3.1正式版（3.1.3.9）
- 2010年4月7日，发布3.1正式版（3.1.3.2）
- 2010年4月2日，发布3.1正式版（3.1.2.9）
- 2010年3月31日，发布3.1正式版（3.1.2.8）
- 2010年3月25日，发布3.1正式版（3.1.2.3）
- 2009年12月22日，发布3.0正式版（3.0.9.5）
- 2009年11月3日，发布3.0正式版（3.0.7.8）
- 2009年10月30日，发布3.0正式版（3.0.7.7）
- 2009年10月26日，发布3.0正式版（3.0.7.6）
- 2009年10月14日，发布3.0正式版（3.0.7.1）
- 2009年9月18日，发布3.0正式版（3.0.6.5）
- 2009年9月4日，发布3.0正式版（3.0.5.9）
- 2009年9月1日，发布3.0正式版（3.0.5.7）
- 2009年8月13日，发布3.0正式版（3.0.4.9）
- 2009年7月30日，发布3.0正式版（3.0.4.5）
- 2009年7月16日，发布3.0正式版（3.0.4.1）
- 2009年7月9日，发布3.0正式版（3.0.3.9）
- 2009年7月2日，发布3.0 RC2版（3.0.3.6）
- 2009年6月11日，发布3.0 RC版（3.0.2.8）
- 2009年5月25日，发布2.4.1.2主站版。
- 2009年5月18日，发布2.4.1.1主站版。
- 2009年4月1日，发布3.0 Alpha3主站版（3.0.1.5）。
- 2009年1月20日，发布3.0春节版Alpha（3.0.0.5）预览版界面。
- 2006年8月9日，开始测试2.x系列。
- 2004年3月3日，发布第一个版本Version 1.0 Beta。

## 极速版
世界之窗浏览器极速版（TheWorld Chrome）是基于Chromium浏览器开源项目开发，是此开源项目的一个并行分支。自2012年4月19日发布4.3.0.102正式版（基于Chrome 17.0.963.79内核）后，正式停止更新。2013年7月11日奇虎360发布了世界之窗浏览器6.0版的内测版，使用Chrome 28.0.1500.37内核，7月19日世界之窗浏览器6.0的正式版发布，使用Chrome 28.0.1500.72内核。

## 外部連結
- 官方网站
- 世界之窗浏览器的新浪微博